# Tisamsilt
Tisamsilt – miasto i gmina w Algierii, stolica prowincji Tisamsilt. W 2008 liczyło 75 197 mieszkańców.